# Echoes (manga)
Echoes (夢で見たあの子のために?, Yume de mita ano ko no tame ni, lett. "Per il bambino che ho visto nei miei sogni") è un manga scritto e disegnato da Kei Sanbe, serializzato su Young Ace dal 4 luglio 2017 al 4 luglio 2022.

## Trama
Senri Nakajo è un adolescente che continua a vivere spinto soltanto dall'ossessivo desiderio di vendicarsi del misterioso individuo che, tredici anni prima, massacrò barbaramente i suoi genitori e fece scomparire il suo gemello, di cui ha perso ogni contatto.

## Manga
In Giappone l'opera è stata pubblicata dal 4 luglio 2017 al 4 luglio 2022 sul mensile Young Ace della Kadokawa Shoten; in Italia l'opera è stata pubblicata dal 13 novembre 2019 al 7 giugno 2023, a cura della Star Comics.

### Volumi
| 1  | 4 dicembre 2017 | ISBN 978-4-04-106312-5 | 13 novembre 2019 | ISBN 978-8-82-261610-4 |
| 1  | Capitoli - 1. L'uomo del fuoco - 2. Sulle sue tracce - 3. La decisione di uccidere - 4. Braccato - 5. Karma                                                      |                        |                  |                        |
| 2  | 2 maggio 2018 | ISBN 978-4-04-106837-3 | 12 febbraio 2020 | ISBN 978-8-82-261696-8 |
| 2  | Capitoli - 6. Avventura - 7. Un'arma sporca - 8. Trappola - 9. Quello che manca - 10. Al traliccio                                                               |                        |                  |                        |
| 3  | 4 dicembre 2018 | ISBN 978-4-04-107481-7 | 10 giugno 2020   | ISBN 978-8-82-261866-5 |
| 3  | Capitoli - 11. È vivo - 12. Killer - 13. "A" - 14. La verifica del sogno - 15. Double Booking - 16. Strada a senso unico                                         |                        |                  |                        |
| 4  | 4 giugno 2019 | ISBN 978-4-04-108238-6 | 9 settembre 2020 | ISBN 978-8-82-261945-7 |
| 4  | Capitoli - 17. Rivali - 18. L'uomo seguito dal padre - 19. Cose che è meglio non sapere - 20. L'invito di Kazuto - 21. Il messaggio                              |                        |                  |                        |
| 5  | 3 dicembre 2019 | ISBN 978-4-04-108239-3 | 10 febbraio 2021 | ISBN 978-8-82-262104-7 |
| 5  | Capitoli - 22. Un altro se stesso - 23. Il topo con il bambino - 24. Due scene del crimine - 25. Assassini e rapinatori - 26. Ricordi                            |                        |                  |                        |
| 6  | 4 agosto 2020 | ISBN 978-4-04-109456-3 | 9 giugno 2021    | ISBN 978-88-226-2293-8 |
| 6  | Capitoli - 27. Quotidianità naturale - 28. Perché non vieni? - 29. L'inizio della tragedia - 30. Doppio intento omicida - 31. Eliminare - 32. Falso duello       |                        |                  |                        |
| 7  | 28 dicembre 2020 | ISBN 978-4-04-109457-0 | 8 settembre 2021 | ISBN 978-88-226-2571-7 |
| 7  | Capitoli - 33. La lettera di Kazuto - 34. Assassino a cinque anni - 35. Una foto ricordo - 36. Qualcosa a cui aggrapparsi - 37. Il regalo                        |                        |                  |                        |
| 8  | 2 luglio 2021 | ISBN 978-4-04-109457-0 | 12 gennaio 2022  | ISBN 978-88-226-2916-6 |
| 8  | Capitoli - 38. Ho sentito il futuro - 39. L'uomo vincolato al passato - 40. L'identità dell'imitatore - 41. Chi ha ucciso chi - 42. Di sicuro è per quel bambino |                        |                  |                        |
| 9  | 3 dicembre 2021 | ISBN 978-4-04-111459-9 | 10 agosto 2022   | ISBN 978-88-226-3352-1 |
| 9  | Capitoli - 43. Verrò a prenderti - 44. Il merito di Enan - 45. La mamma di quel bambino - 46. L'imitatore non si ferma - 47. L'informatore                       |                        |                  |                        |
| 10 | 3 giugno 2022 | ISBN 978-4-04-112549-6 | 8 febbraio 2023  | ISBN 978-88-226-3753-6 |
| 10 | Capitoli - 48. Il pericolo è dietro l'angolo - 49. Una colpa che non si può espiare - 50. Renji e Yuji - 51. Il vento contrario soffia inarrestabile             |                        |                  |                        |
| 11 | 2 settembre 2022 | ISBN 978-4-04-113051-3 | 7 giugno 2023    | ISBN 978-88-226-4078-9 |
| 11 | Capitoli - 52. In pugno - 53. L'invito di Wakazono - 54. Il volto del padre - 55. Buon riposo - Ultimo capitolo. Un posto alla luce del sole                     |                        |                  |                        |